# وليام بونيه
وليام بونيه (بالفرنسية: William Bonnet)‏ ولد بتاريخ 25 يونيو 1982 في سان دولشار، فرنسا، هو دراج فرنسي سابق في صنف سباق الدراجات على الطريق.

## سباقات أو مراحل فاز بها
| التاريخ        | السباق                                   | المركز                      |
| -------------- | ---------------------------------------- | --------------------------- |
| 14 أبريل 2005  | جائزة دينين الكبرى 2005                  | التاسع في التصنيف العام     |
| 13 أبريل 2006  | جائزة دينين الكبرى 2006                  | السابع في التصنيف العام     |
| 16 أبريل 2006  | ترو-برو ليون 2006                        | السابع في التصنيف العام     |
| 13 سبتمبر 2006 | جي بي دي والوني 2006                     |                             |
| 24 مارس 2007   | ميلان-سان ريمو 2007                      | المرتبة 20 في التصنيف العام |
| 01 مايو 2007   | طواف فونديه 2007                         | السابع في التصنيف العام     |
| 01 يناير 2008  | كأس فرنسا لركوب الدراجات على الطريق 2008 | العاشر في تصنيف النقاط      |
| 01 يناير 2008  | Grand Prix de la Somme 2008              |                             |
| 21 سبتمبر 2008 | جراند بريكس دي إسبيرجوس 2008             | الأول في التصنيف العام      |
| 27 فبراير 2010 | طواف نيوشبلاد 2010                       | المرتبة 15 في التصنيف العام |
| 27 مارس 2010   | إي ثري هاريل بيك 2010                    | المرتبة 11 في التصنيف العام |

## وصلات خارجية
- الموقع الرسمي

## روابط خارجية
- وليام بونيه على موقع الاتحاد الدولي للدراجات (الإنجليزية)
- وليام بونيه على موقع أرشيف الدراجات (الإنجليزية)
- وليام بونيه على موقع إحصائيات الدراجات الإحترافية (الإنجليزية)
- وليام بونيه على موقع نسبة الدراجات (الإنجليزية)
- وليام بونيه على موقع CycleBase (الإنجليزية)

- وليام بونيه على موقع الاتحاد الدولي للدراجات (الإنجليزية)
- وليام بونيه على موقع أرشيف الدراجات (الإنجليزية)
- وليام بونيه على موقع إحصائيات الدراجات الإحترافية (الإنجليزية)
- وليام بونيه على موقع نسبة الدراجات (الإنجليزية)
- وليام بونيه على موقع CycleBase (الإنجليزية)